# Добрянський Віктор Цезарійович
Ві́ктор Цеза́рійович Добря́нський — військовий льотчик другого класу, 3-го окремого полку армійської авіації Збройних сил України, підполковник.

## Нагороди
27 червня 2015 року — за особисту мужність і героїзм, виявлені у захисті державного суверенітету та територіальної цілісності України, вірність військовій присязі під час російсько-української війни, відзначений — нагороджений орденом «За мужність» III ступеня.